# سیارک ۲۱۸۵۳
سیارک ۲۱۸۵۳ (به انگلیسی: 21853 Kelseykay، نامگذاری:1999TU146) بیست و یک هزار و هشتصد و پنجاه و سومین سیارک کشف شده‌است که در ۷ اکتبر ۱۹۹۹ کشف شد.
قدر مطلق سیارک برابر ۱۴.۸ است.